# Lê Thanh Phượng
Lê Thanh Phượng là một cựu sĩ quan cấp cao trong Quân đội nhân dân Việt Nam, hàm Trung tướng, từng là Cục trưởng Cục Bảo vệ An ninh Quân độicho đến năm 2015.

## Thân thế và sự nghiệp
Năm 2011, bổ nhiệm giữ chức Cục trưởng Cục Bảo vệ An ninh Quân đội.
Thiếu tướng (2011), Trung tướng (12.2014)